# Bathyepsilonema rhomaleum
Bathyepsilonema rhomaleum är en rundmaskart som beskrevs av Steiner 1931. Bathyepsilonema rhomaleum ingår i släktet Bathyepsilonema och familjen Epsilonematidae. Inga underarter finns listade i Catalogue of Life.